# Dihydroxylierung

Schema einer Dihydroxylierung

Upjohn-Dihydroxylierung

Die Dihydroxylierung bezeichnet eine chemische Reaktion, mit der an die Doppelbindung eines Alkens zwei vicinale Hydroxygruppen addiert werden. Da sich die Oxidationszahl der Kohlenstoffatome dabei erhöht, handelt es sich um eine Oxidationsreaktion. 

## Reaktionen
Werden zwei Hydroxygruppen an ein Alken addiert, können diese nach der Reaktion syn (cis-Diole) oder anti (trans-Diole) stehen. Um das jeweils gewünschte Produkt zu erhalten, werden unterschiedliche Reaktionen eingesetzt. Eine Reaktion von Alkenen zu cis-Diolen ist die Upjohn-Dihydroxylierung, bei der  N-Methylmorpholin-N-oxid (NMO) als Oxidationsmittel und Osmium(VIII)-oxid als Katalysator eingesetzt wird. Ebenfalls mit Osmiumtretroxid als Katalysator, aber Wasserstoffperoxid als Oxidationsmittel verläuft die Milas-Hydroxylierung. cis-Dihydroxylierungen können auch enantioselektiv durchgeführt werden. Ein wichtiges Beispiel ist die Sharpless-Dihydroxylierung, bei der neben Osmiumtetroxid und NMO ein chiraler Ligand eingesetzt wird. Auch ohne Metalloxide als Katalysator kann eine Dihydroxylierung durchgeführt werden. Ein Beispiel hierfür ist die Prévost-Woodward-Hydroxylierung, bei der Iod und Silberbenzoat eingesetzt werden.
Eine Reaktion, bei der trans-Diole gebildet werden, ist die Prévost-Hydroxylierung. Hierzu werden wie bei der Prévost-Woodward-Hydroxylierung Iod und Silberbenzoat als Reagenzien eingesetzt. Wird das Silberbenzoat aber im Überschuss eingesetzt, ändert sich der Reaktionsverlauf so, dass am Ende der Reaktion anti stehende Hydroxygruppen und damit trans-Diole entstehen.

## Reagenzien
Die für die Reaktion benötigten Oxidationsmittel sind in der Regel Oxide von Übergangsmetallen wie Osmiumtetroxid (OsO4), Permanganat (MnO4−) oder Rutheniumtetroxid (RuO4). Während Permanganat preiswert genug ist, um es auch stöchiometrisch, also im Verhältnis 1:1 mit dem Ausgangsstoff (Edukt), einzusetzen, werden Osmium- und Rutheniumtetroxid häufig nur in katalytischen Mengen eingesetzt. Um dies zu ermöglichen, wird das Reaktionsprodukt, die Osmium(VI)- bzw. Ruthenium(VI)-säure, mit Hilfe eines Cooxidans wieder zum Tetroxid oxidiert und kann somit ein weiteres Eduktmolekül umsetzen. Als Cooxidans wird für das Oxidationsmittel OsO4 N-Methylmorpholin-N-oxid (NMO) und für RuO4 Natriumperiodat (NaIO4) eingesetzt.
Mithilfe eines speziellen Gemisches aus Oxidationsmitteln und geeigneten chiralen Katalysatoren ist auch eine stereoselektive Dihydroxylierung möglich.

## Reaktionsmechanismus

Mechanismus der Dihydroxylierung mit OsO_{4} und NMO (Upjohn-Dihydroxylierung)

Der Mechanismus für die Dihydroxylierung ist für Osmiumtetroxid als Oxidationsreagenz umfangreich untersucht und bestätigt. Es wird angenommen, dass Permanganat und Rutheniumtetroxid analog reagieren. Die Reaktion beginnt mit einer 1,3-dipolaren Cycloaddition des Oxidationsmittels an die Doppelbindung. Der entstandene fünfgliedrige Ring ist ein Diester der Osmium(VI)-säure, welcher in Anwesenheit von Wasser gespalten (hydrolysiert) wird und das Endprodukt freisetzt. Aufgrund des Fünfringintermediats entsteht ausschließlich das cis-Additionsprodukt. Die entstandene Osmium(VI)-säure OsO2(OH)2 wird anschließend durch NMO wieder in das achtwertige Osmiumtetroxid überführt.
Je nach Art des Oxidationsmittel unterscheidet sich der Verlauf der Reaktion: RuO4 ist als einziges in der Lage, auch Doppelbindungen in einem Aromaten selektiv zu dihydroxylieren. OsO4 greift diese Doppelbindungen nicht an, bei Einsatz von Permanganat hingegen wird das Produkt direkt weiter umgesetzt und unterläuft eine oxidative Spaltung. Diese Folgereaktion kann unter bestimmten Reaktionsbedingungen auch bei der Dihydroxylierung von Alkenen mit Permanganat auftreten.

### Ligandenbeschleunigung

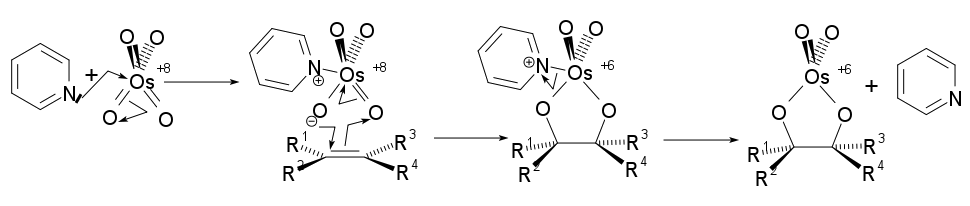
Mechanismus der Ligandenbeschleunigung durch Pyridin

Die Reaktion kann durch Zugabe einer Base wie Pyridin zusätzlich beschleunigt werden. Hierbei koordiniert das freie Elektronenpaar der Base am Metallzentrum und erzeugt so eine negative Ladung an den Sauerstoffliganden. Dies beschleunigt die Cycloaddition an die Doppelbindung und damit den gesamten Ablauf der Reaktion. Da die Base jedoch nicht direkt in die Reaktion eingreift, sondern als zusätzlicher Ligand am Katalysator wirkt, spricht man von einer Ligandenbeschleunigung.